# Pietra a metà
Pietra a metà è il sesto album della cantante italiana Pietra Montecorvino, pubblicato dall'etichetta discografica Cheyenne Records nel 2015.

## Tracce
1. Fimmina chiangi – 2:32
2. Anna verrà – 4:37
3. Bella 'mbriana – 2:49
4. Io vivo come te – 4:13
5. Notte che se ne va – 3:21
6. Mal di te – 4:17
7. O saie comme fa 'o core – 2:56
8. Terra mia – 4:27
9. Sicily – 3:21
10. Appocundria – 3:41